# Where's the Revolution
Where's the Revolution is een nummer van de Britse band Depeche Mode uit 2017. Het is de eerste single van hun veertiende studioalbum Spirit. De singlehoes is ontworpen door Anton Corbijn, en ook de videoclip van het nummer is door hem geregisseerd.
Met dit nummer wil Depeche Mode duidelijk maken ernstig bezorgd te zijn over de toestanden in de wereld en het politieke klimaat. "Where's the Revolution" werd in een paar Europese landen een bescheiden hit, maar niet in Nederland en ook niet in Depeche Mode's thuisland, het Verenigd Koninkrijk. In Vlaanderen haalde het nummer de 15e positie in de Tipparade.